# フリードリヒ・フォン・ヴランゲル
フリードリヒ・ハインリヒ・エルンスト・フォン・ヴランゲル（Friedrich Heinrich Ernst von Wrangel , 1784年4月13日シュテッティン - 1877年11月1日ベルリン）は、プロイセンの貴族、軍人。爵位は伯爵でプロイセン陸軍の最終階級は元帥。

## 生涯

### 出身と経歴

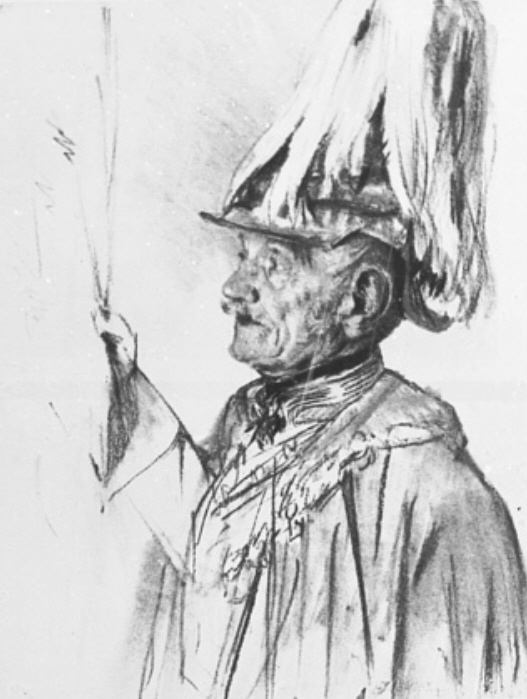
フリードリヒ・フォン・ヴランゲル元帥。アドルフ・メンツェルによる1865年頃の肖像画。

ヴランゲルはスウェーデン領ポメラニアの軍人の家系に生まれた。1796年、プロイセン陸軍に入隊し、竜騎兵隊の士官としてナポレオン戦争と解放戦争を戦い、指揮官として頭角を現した。生涯を通じて厳格に保守的、そして国王に忠実で、1837年にはケルン騒擾事件に起因するミュンスターの暴動を鎮圧した。
1839年に在ケーニヒスベルク第1軍団の、そして1842年に在シュテッティン第2軍団の司令官に就任している。その主力は、古プロイセンの竜騎兵連隊に由来する東プロイセン第3胸甲騎兵連隊であり、1842年にヴランゲルが連隊長に就任した後、1889年には公式にその名を冠するようになった。

### 1848年革命
ドイツ革命の勃発した1848年、彼は辺境伯領の司令官（Oberbefehlshaber in den Marken）に任命された。そして11月10日、革命勢力の下にあるベルリンへ進軍する。革命勢力と反動勢力のどちらが勝利するかは、ほぼ彼の決断にかかっていた。革命勢力は、ヴランゲルが首都ベルリンへ入れば彼の妻を絞首刑に処する、と脅迫した。それでもヴランゲルは部隊を率いてベルリンへ向かい、当時の西の市境であったブランデンブルク門をくぐる際、副官に「奴らはもう、彼女（妻）を吊るしてしまっただろうか?」と尋ねたと言われる。そして市民軍の司令官、オットー・リンプラー少佐と議論し、事態を無血のまま推移させることで合意する。市民軍はヴランゲルに降伏し、すぐにベルリン劇場の国民代表者会議を解散し、11月12日に戒厳状態を、11月14日にはプロイセン王国首都の戒厳令を受け入れた。
こうして革命は鎮圧されたが、ヴランゲル夫人には少しの危害も加えられることはなかった。それ以来、ヴランゲルは王太子ヴィルヘルム・フォン・プロイセン（後のドイツ皇帝ヴィルヘルム1世）の、最も近しい侍従武官の一人となった。

### ドイツ統一戦争

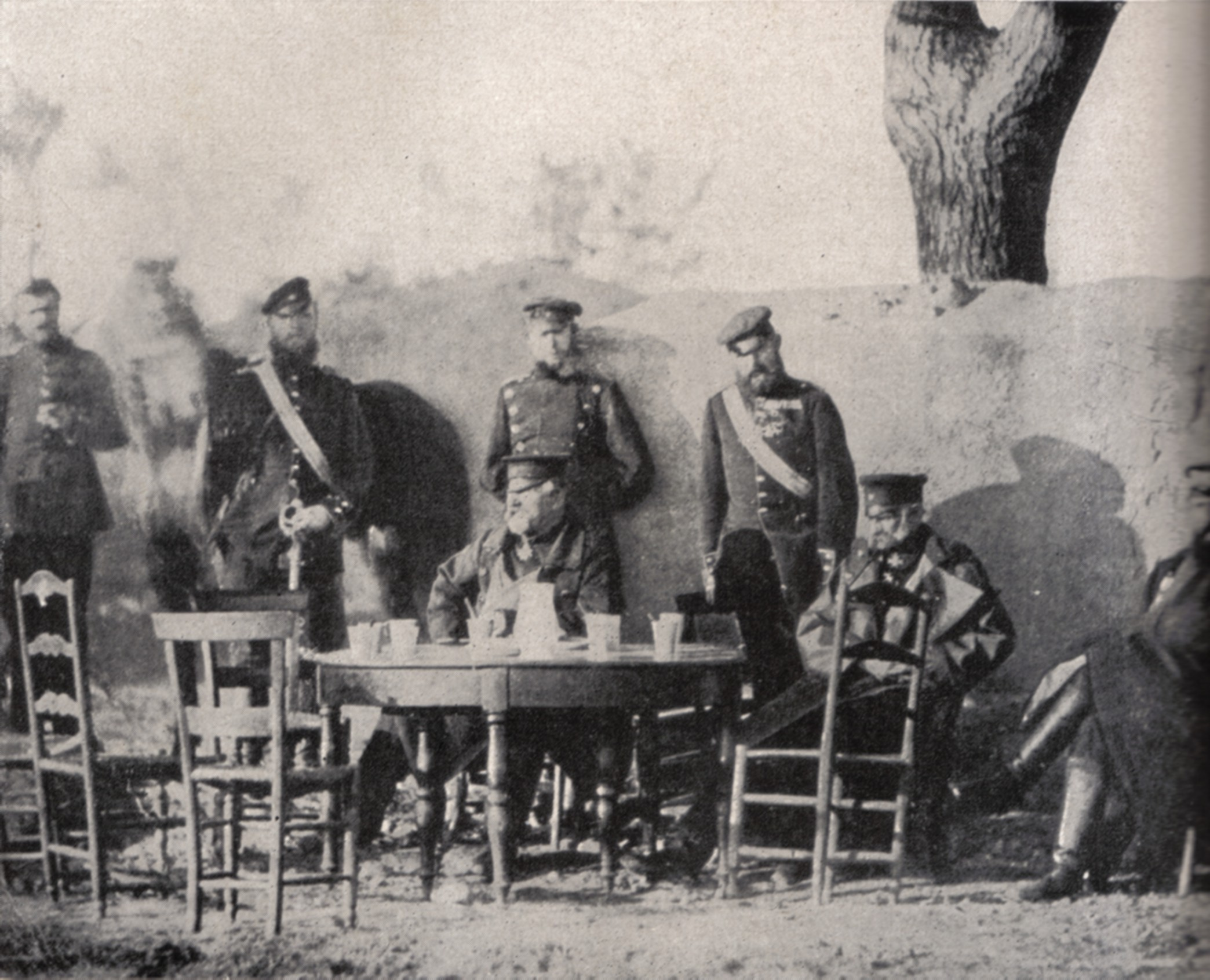
「戦場を散歩する人」(Schlachtenbummler)こと86歳の元帥ヴランゲル伯爵。表敬のために参謀が配されている。普仏戦争中の1870年、メス近郊、モーゼル河畔のコニーにて。

革命の年であった1848年が過ぎると、ヴランゲルは第一次シュレースヴィヒ＝ホルシュタイン戦争でプロイセンの部隊を指揮した。しかし解任され、1849年から1863年までベルリン総督を務めている。
1864年、第二次シュレースヴィヒ＝ホルシュタイン戦争が始まると、当初ヴランゲルはプロイセン・オーストリア連合軍の総司令官の地位に就いていたが、高齢のため、参謀総長ヘルムート・フォン・モルトケが計画した、広範な作戦を調整することができなくなっており、戦争の経過とともに早くに解任された。いずれにせよ、彼は知的な戦略家ではなく、率直なベルリン風のユーモアを備えた、勇猛果敢な前線指揮官として知られた人物であった。
この戦役の間、彼は慎重に進撃するよう促す首相のオットー・フォン・ビスマルクと激しく対立することになる。その折、ヴランゲルは暗号化していない急送公電の中で（ビスマルクについて）「絞首台に送るべき外交官」と述べたほどである。講和の成立後、彼はこの発言を当然にも引用したビスマルクに謝罪した 。
1850年9月2日、ヴランゲルはベルリンの名誉市民となる。1856年、彼は元帥に任命され、1864年には伯爵に昇爵する。そして1850年代から、プロイセン軍では皇帝に次いで位の高い士官となっていた。フッテン＝チャプスキー伯爵が自身の回想録の中で述べるところに拠れば、新任の士官には儀礼的に、この年老いた元帥へ着任の挨拶をする慣習があったという。そして1866年の普墺戦争と1871年の普仏戦争の際、勝利した軍勢が凱旋する時、彼は儀礼上、ビスマルク、ローンやモルトケを差し置いて、先頭を馬で進むことを許されている。
ヴランゲルは1877年、93歳の高齢で没した。

## 軍歴
- 1798年 少尉
- 1809 年 騎兵大尉
- 1813年 少佐
- 1814年 中佐
- 1815年 大佐
- 1821年 第10騎兵旅団司令
- 1823年 少将
- 1824年 中将、第13師団司令
- 1839年 在ケーニヒスベルク第1 軍団司令
- 1842年 在シュテッティン第2軍団司令
- 1845年 第3胸甲騎兵連隊の連隊長
- 1848年 シュレースヴィヒ＝ホルシュタイン駐留ドイツ連邦軍最高司令官
- 1849年 騎兵大将
- 1856年 元帥
- 1864年 伯爵に昇爵
- 1866年 「対オーストリア戦争志願者」（„Kriegsfreiwilliger“ gegen Österreich）

## 家族
1810年に東プロイセン、トラケーネン（Trakehnen、現ヤスナヤポリャーナ）で従姉妹のリュディア・カロリーネ・エミーリエ・フォン・ベロウ（Lydia Caroline Emilie von Below 、1792年- 1880年）と結婚し、三人の息子を儲けた。
- グスタフ・カール・フリードリヒ・フォン・ヴランゲル（Gustav Carl Friedrich  v. Wrangel 、1812年-1849年）：男爵、官吏。
- カール・グスタフ・フリードリヒ・パウル・フォン・ヴランゲル（Carl Gustav Friedrich Paul v. Wrangel 、1817年-1847年）：男爵、軍人。
- フリードリヒ・グスタフ・カール・フォン・ヴランゲル（Friedrich Gustav Carl v. Wrangel 、1821年-1867年）：伯爵、 軍人。

## 栄誉
ヴランゲルは晩年、プロイセン王国の高位の勲章をほぼ全て授与されていた。早くも解放戦争の時に一級鉄十字章を与えられており、1807年、ハイルスベルクの戦い の戦功でプール・ル・メリット勲章を受章している。また、後に黒鷲勲章を授かった。
プロイセン国外からも多くの勲章を授与されていたため宮廷の式典では国旗をあしらった綬を身に付け、1861年、ケーニヒスベルクで行われたヴィルヘルム1世の即位式でもそのようにしている。

## 没後

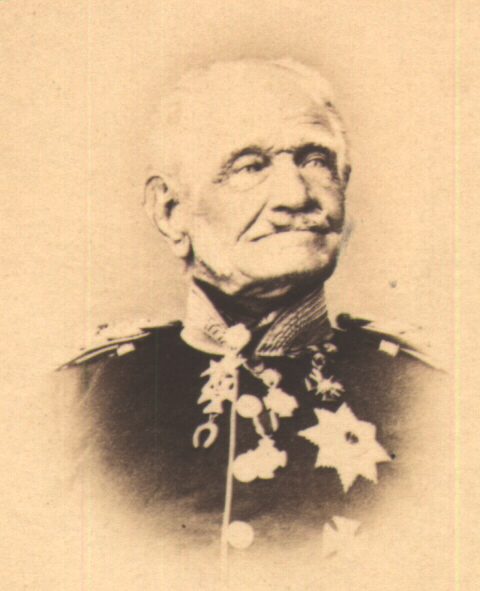
老齢のヴランゲル

歴史家ハンス＝ウルリヒ・ヴェーラーは1864年の戦役に関連して、ヴランゲルについて「全く権限がない」と評した。なぜなら彼は軍の司令官としてよりも、「露骨なユーモアと機知に富んだ冗談」を備えた「生粋のベルリン人」として、また数多くの、しばしば面白い逸話の伝わる「ヴランゲル親父（"Papa Wrangel"）」として、1849年以降のプロイセンの王政復古時代 (Concert of Europe) に、人々の集合的記憶に残っていったからである。その際よく見落とされるのは、彼が1848年の革命鎮圧の時に初めて歴史の表舞台に登場し、生涯軍人、そして反革命主義者としての立場を貫いた事実である。

デンマークの自由主義的な文筆家で、ドイツ帝国成立直後ののプロイセン＝ドイツの社会関係を子細に観察したゲーオア・ブランデスは、老いた元帥を次のように評している。
皇帝ヴィルヘルムがゲーテ記念碑の除幕式では自制したのに、ヴランゲル記念碑の除幕式ではその場に馴染んでいた、と聞くと、90歳の老齢にしては奇妙なことに飴玉をポケットに入れて駆け回り、ベルリンの通りの子供たちを後ろに従え、信じ難いほど素朴で文法的におかしいドイツ語を話すヴランゲル、この年老いた長靴を履いた猫を思うなら、（皇帝の振舞は）広く人間的な観点から衝撃的であっても、ドイツの軍事的王政の立場から見れば、筋が通っているのであった……（中略）。剣であって軍の指揮官ではなかった、この老いたヴランゲルの中にはプロイセンを大きく育てた精神が宿っている。若い士官だった彼の息子が軽率にも借金を負い、ついに父親の名を辱めた時、息子は絶望して父親のもとへ行って助けを求めた。老父は答える。『お前は不名誉に振舞った。もはやお前を、息子とは思わないぞ。』。ならば何が自分に残されているのか、と息子が尋ねると、返事は『お前にはピストルがあるだろう。』であった。息子は去り、銃で自殺した。ドイツの帝政を作り上げ、本来の雰囲気を与える上で、ヴランゲルの精神はゲーテのそれよりも貢献したのである。
1853年から1860年までヴランゲルの個人的な副官を務めたオイレンブルク伯爵を父親に持ち、ブランデスに劣らず鋭敏なフィリップ・ツー・オイレンブルクは、より穏やかながら同様の評価を下している。
何年も前のとても賢明な紳士が、本音と表面的な態度を完全に自覚して、意図的に使い分け、ひとまず『私に』と『私を』（"mir" und "mich"）もわざと間違って見せたことに、私は疑いを持たない。しかし彼が名人芸のように演じた役割は、同時に適切な形を取って、真剣な表情と、よくまとまった演説よりも多くのことを人に伝えられたのである。しかし結局、その表面的な態度は間違いなく本質となり、その真実味は確実で説得力を持つようになった。とはいえこの姿勢によって記憶に留まることは、彼の意図する所ではなかったに違いない。

### 逸話
オイレンブルクの父に関する研究の中で、テオドール・フォンターネは、ヴランゲルが大衆に知れ渡る理由を照らし出すような逸話を、いくつか伝えている。
ヴランゲルはルッピン（他の町の名も挙がっている）で部隊を閲兵した。そしてルッピンの住民は、乙女たちを三列に分けて整列させた。もちろん、選りすぐりの美女は最前列である。ヴランゲルは最前列の乙女すべてに口づけした後、列の残りを指しながら「オイレ（副官のオイレンブルクを指す。）、口づけを続けるんだ。」と言ったのである。しかしながら、副官オイレンブルクはほぼ、次に起きたことの証人に留まった。一個大隊に余る人数が参加したのだが、その出来事を聞いた老ヴランゲルは、軽蔑と含みを込めて言った。
「来年は少佐、貴官を見ることもないだろう。」
「しかし、閣下はまだこれほどご壮健ではないですか。」と、オイレンブルクは答える。

その機転を愛したヴランゲルは、ただ笑顔で指を動かして脅すと、今回だけは訓告のみで大目に見たという。

## 記念物
- ヴランゲル通り (Wrangelstraße) - 以下の都市の街路にヴランゲルの名が冠されている。
  - ベルリンのクロイツベルク（ドイツ語版）地区。ヴランゲル存命中の1849年に命名された。
  - ベルリンのシュテーグリッツ＝ツェーレンドルフ区に残る彼の夏の居館グーツハウス・シュテーグリッツ（ドイツ語版）（別名ヴランゲル館）に沿って続く通り。
  - ハンブルクのホーエルフト＝ヴェスト（ドイツ語版）地区。
  - フレンスブルクのインナシュタット地区
  - キールのデュスターンブローク地区
- ヴランゲル道路 (Wrangelpromenade) - シュレースヴィヒ＝ホルシュタイン州エルムスホルン（ドイツ語版）
- ヴランゲル噴水 (Wrangelbrunnen) ：ベルリンのグリム通り11B-2に所在する噴水。ヴランゲル自身が私財を投じて彫刻家フーゴー・ハーゲン（ドイツ語版）に造らせたものである。